# Kitt-Peak-Nationalobservatorium

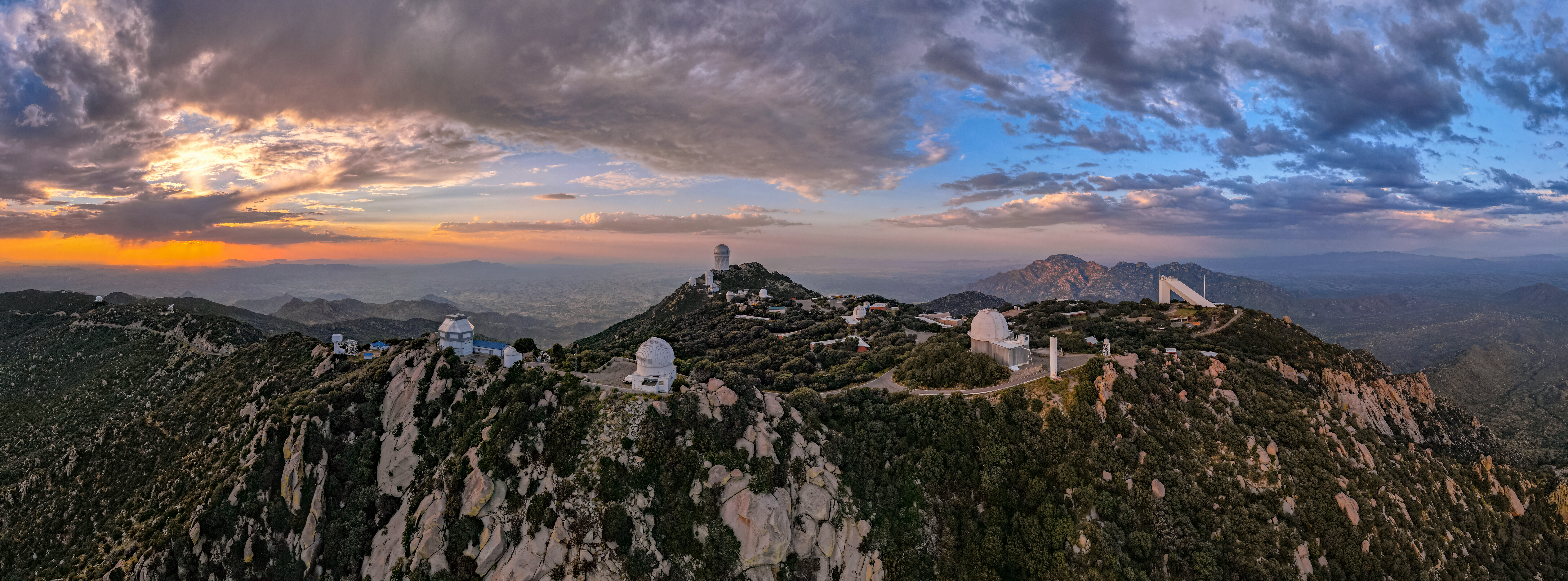
Das Kitt-Peak-Nationalobservatorium

Das Kitt-Peak-Nationalobservatorium (Kitt Peak National Observatory) ist ein großes astronomisches Observatorium auf dem Gipfel des 2095 m hohen Kitt Peak in der Sonora-Wüste, 65,4 km (Luftlinie) südwestlich von Tucson, Arizona.
Der Kitt Peak wurde im Jahr 1958 als Standort für das US-amerikanische Nationalobservatorium ausgewählt, das noch heute der Betreiber ist.
Heute beherbergt das Observatorium rund 20 optische Teleskope, von denen das Mayall Telescope und das WIYN Telescope mit Hauptspiegeln von 4 m und 3,5 m Durchmesser die größten sind. Das Spacewatch-Projekt betreibt zwei Spiegelteleskope von 1,8 m und 0,9 m Durchmesser zur Beobachtung von Asteroiden und Kometen, insbesondere zur Auffindung von erdnahen Objekten. Zur Beobachtung der Sonne stehen am Kitt Peak das McMath-Pierce Solar Telescope, das größte Sonnenteleskop der Welt, sowie das Kitt Peak Vacuum Telescope zur Verfügung. Schließlich beherbergt der Kitt Peak auch noch zwei Radioteleskope von 12 m und 25 m Durchmesser. Letzteres wird in Verbindung mit anderen Radioteleskopen im Very Long Baseline Array als radioastronomisches Interferometer verwendet.
(2322) Kitt Peak, ein Asteroid des äußeren Hauptgürtels, wurde nach dem Observatorium benannt.

## Abbildungen

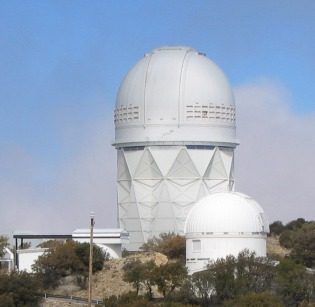
Gebäude des Mayall Telescope
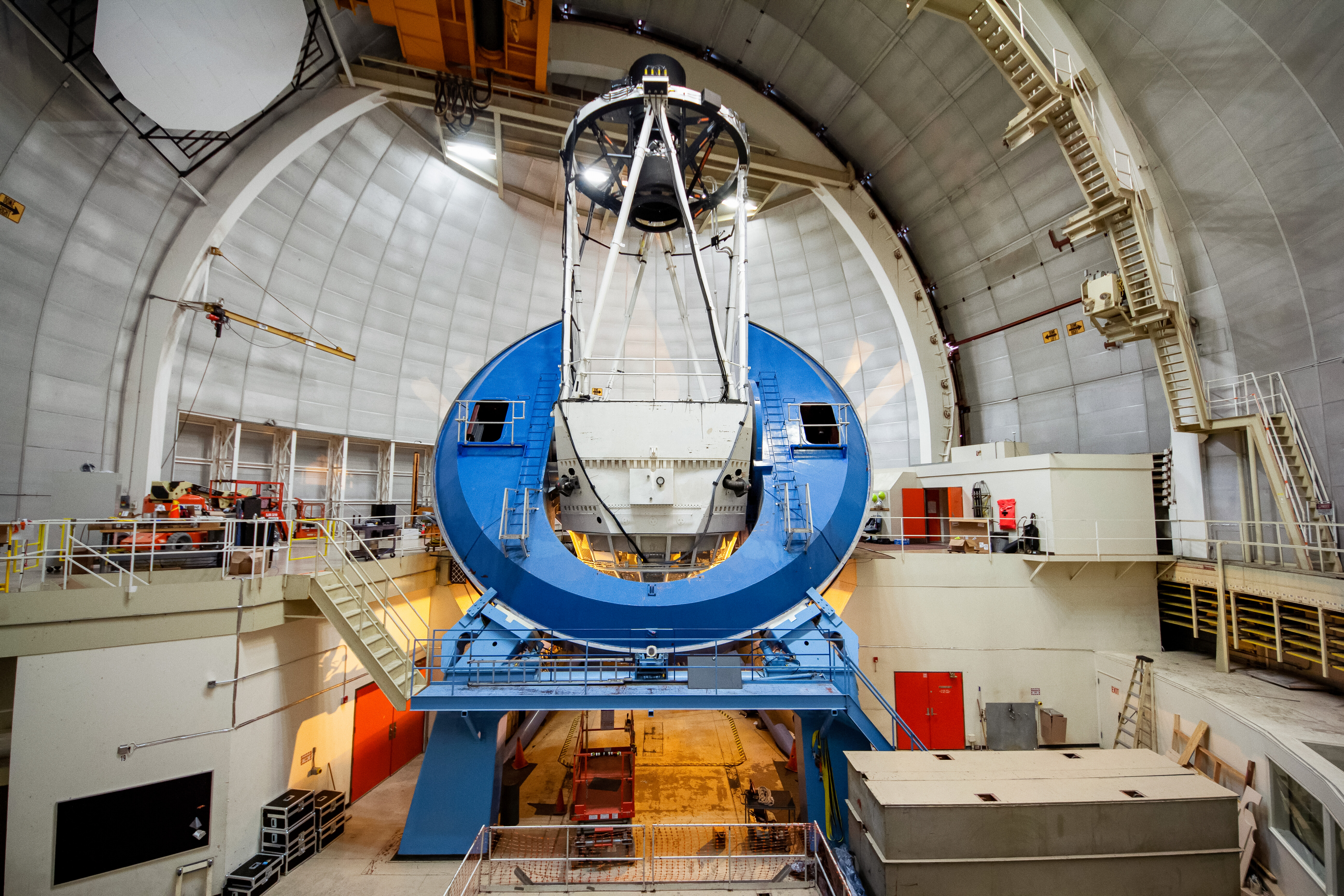
Mayall Telescope
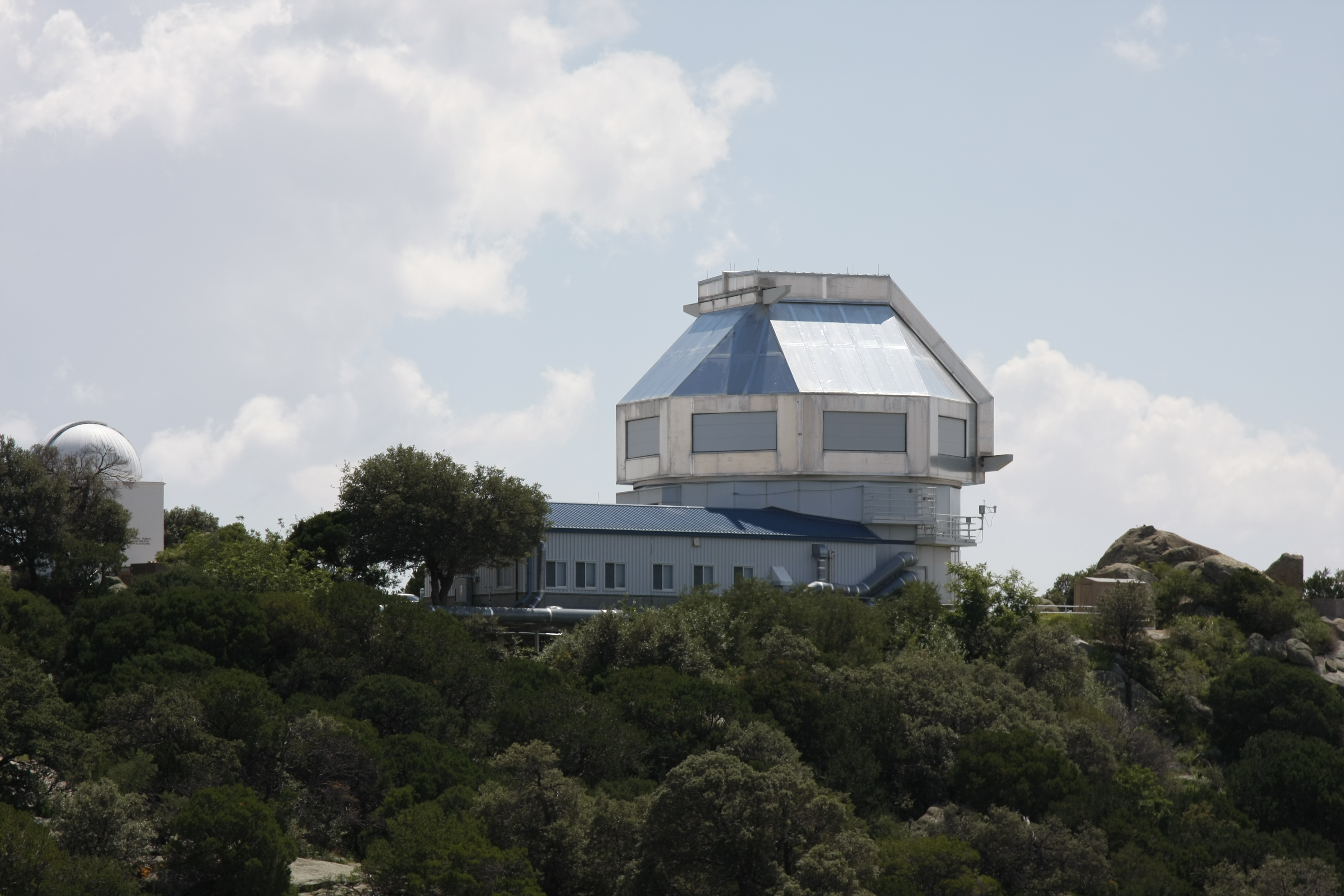
Kuppel des WIYN-Teleskops
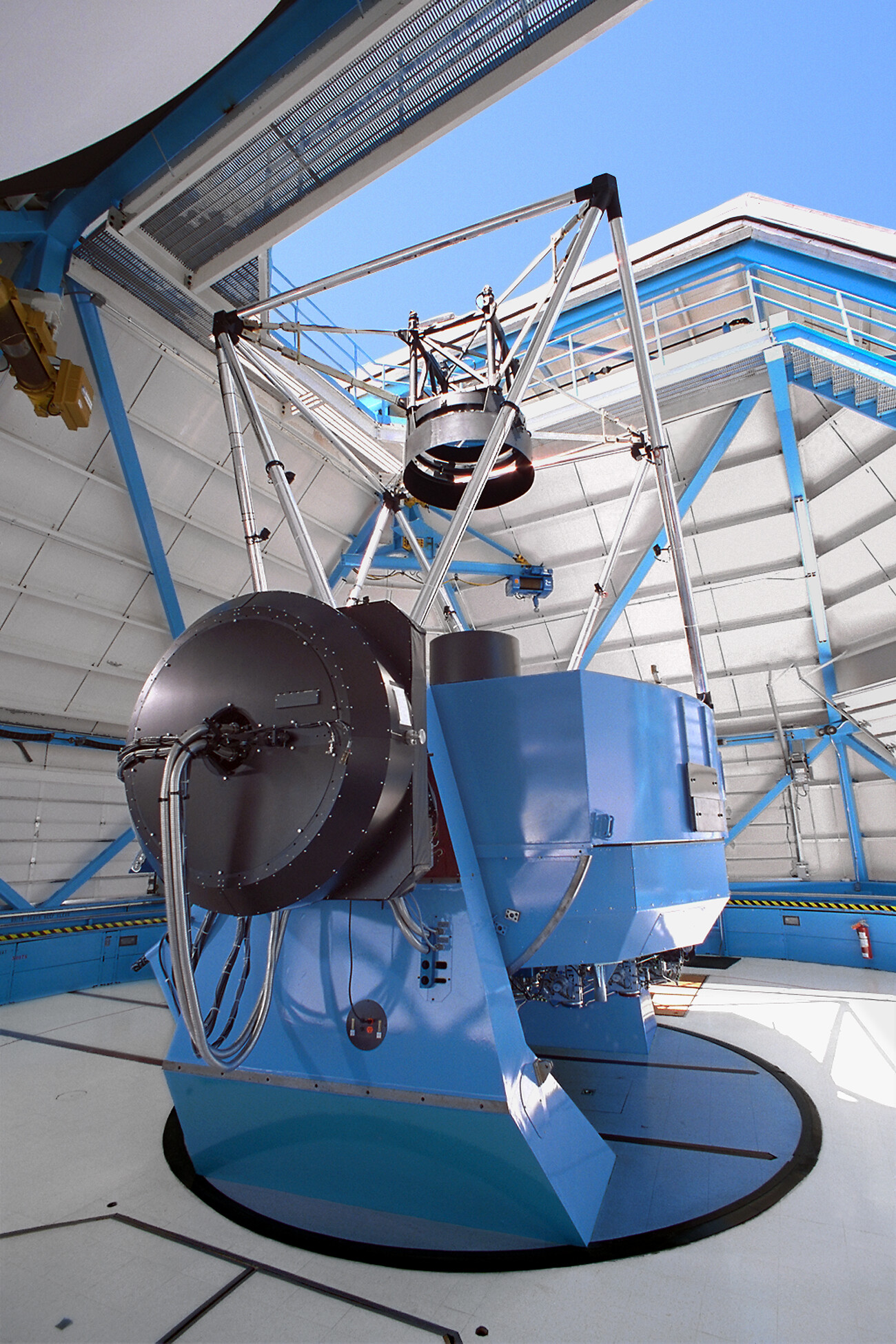
Das WIYN-Teleskop bei geöffneter Kuppel
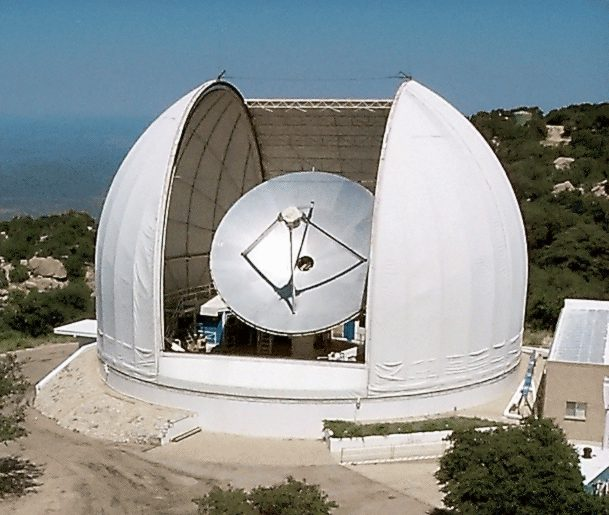
12-m-Radioteleskop
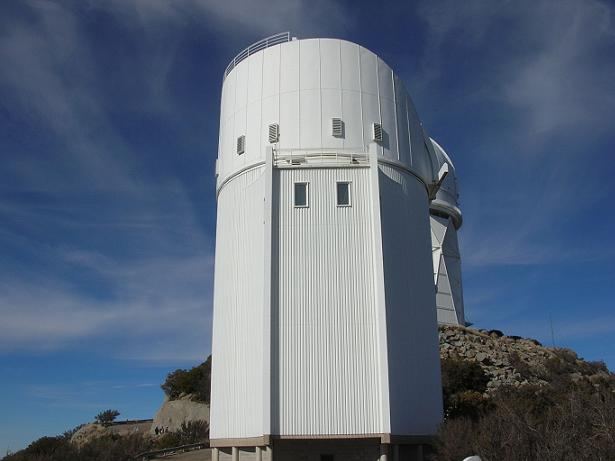
2,3-m-Bok-Teleskop, nach Bart J. Bok benannt, first light im Jahr 1969
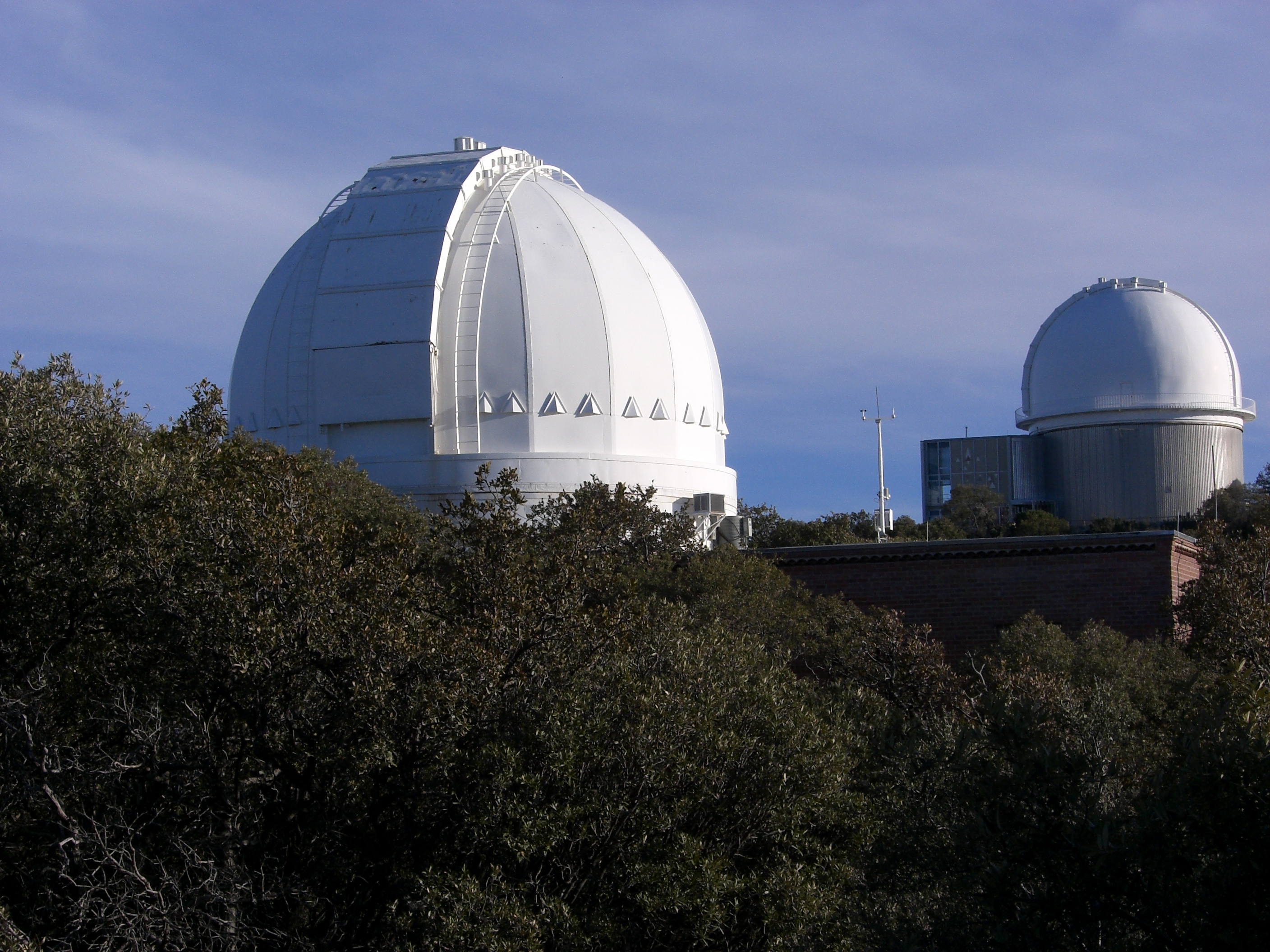
1963 errichtete Kuppel, die das 1921 gebaute Steward-Teleskop mit 36 Zoll Apertur  beherbergt. Rechts: 2,1-m-Teleskop
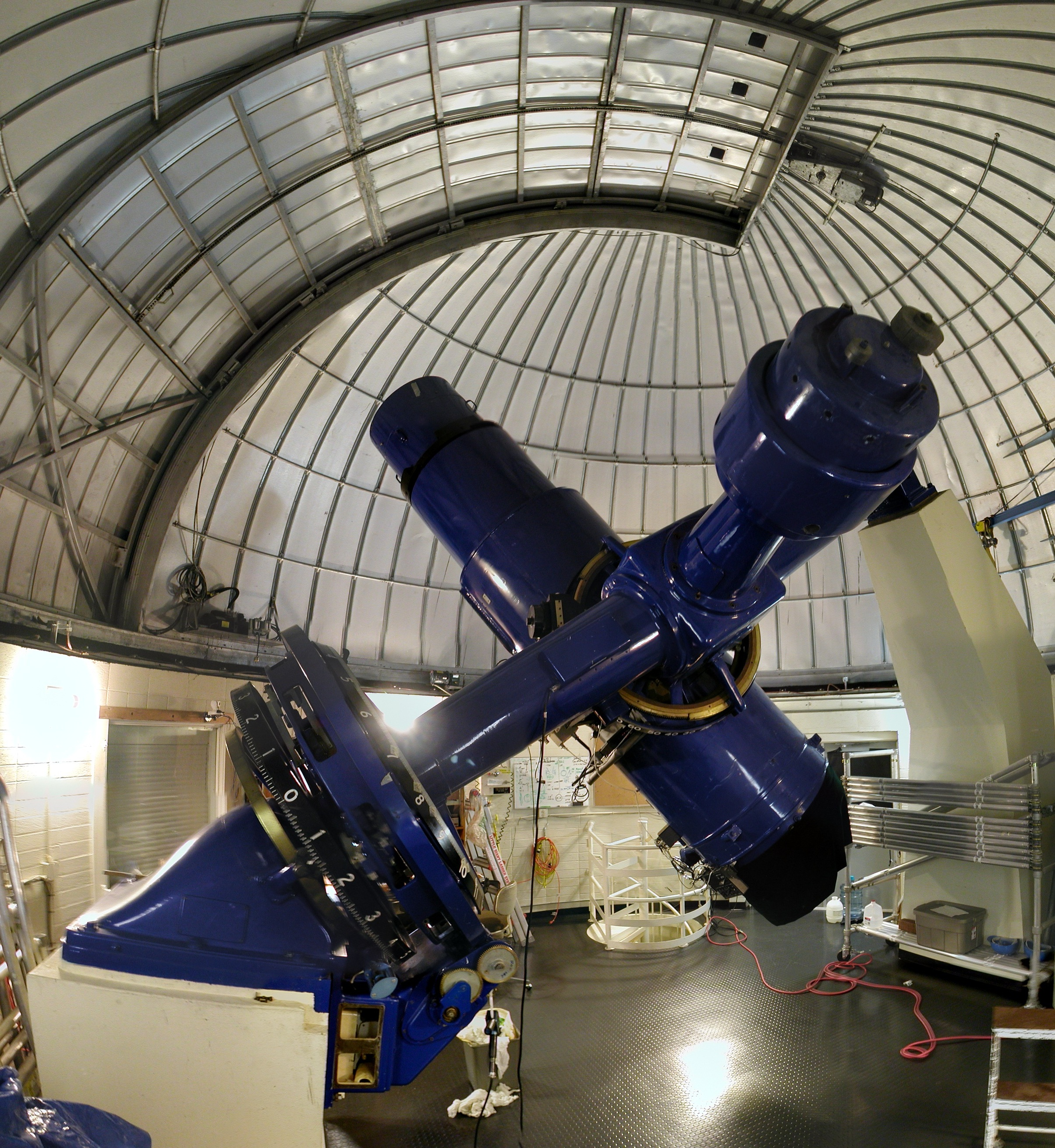
Burrell Schmidt telescope, 24 Zoll Apertur, betrieben seit dem Jahr 1941
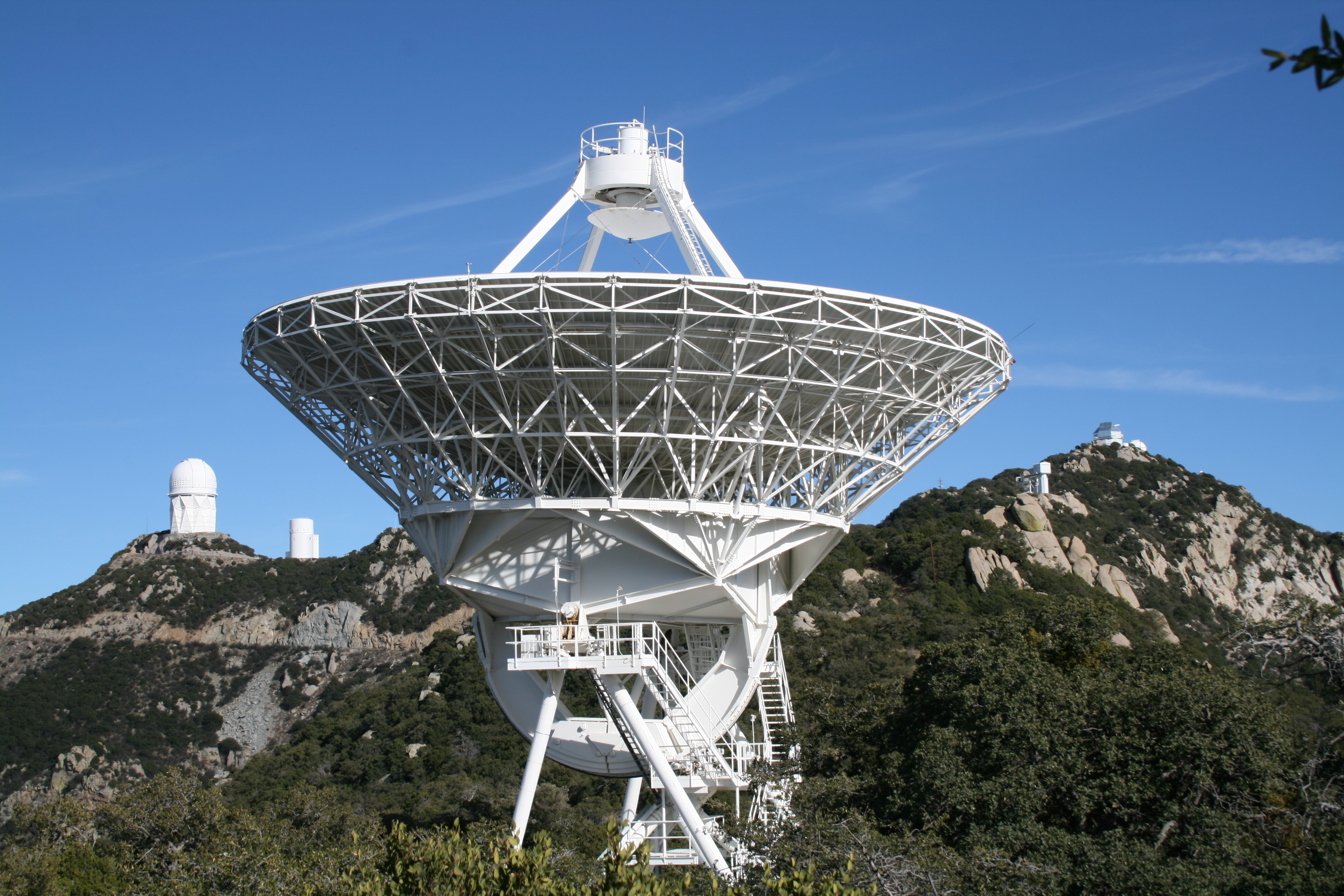
Radioteleskop, 25 m Apertur, Teil des Very Long Baseline Array
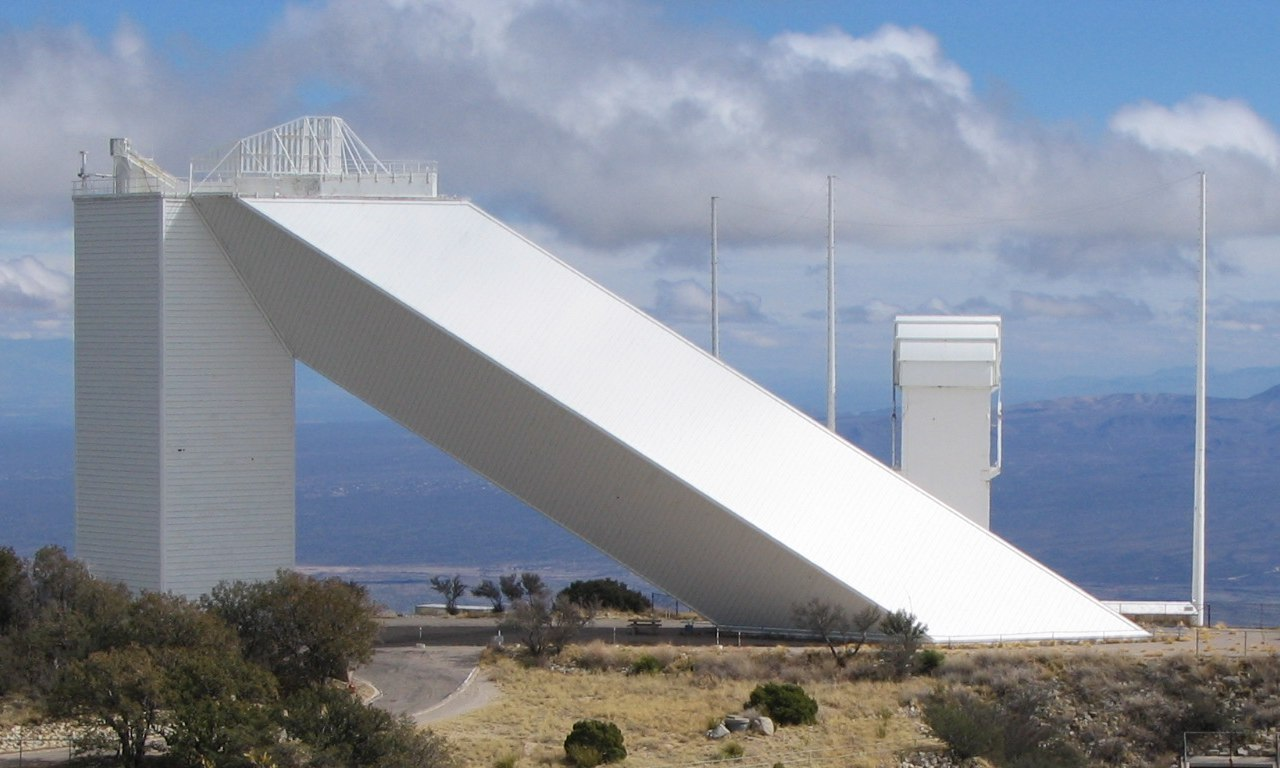
McMath-Pierce Solar Telescope
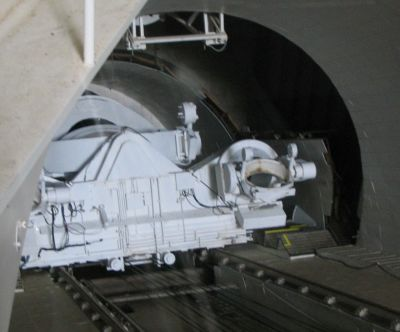
Innenansicht des Solar-Teleskops